# エドバー・イヨバ
エドバー・イヨバ（1997年5月18日 - ）は、神奈川県横浜市出身の陸上競技選手。ナイジェリア人の父と日本人の母を持つ。専門は短距離走で、100mの自己ベストはジュニア日本歴代8位タイの11秒66。4×100mリレーでは44秒48のジュニアアジア記録（日本高校記録）を保持している。2016年リオデジャネイロオリンピック女子4×100mリレーの日本代表候補。

## 経歴
横浜市立川和中学校、東京高等学校を卒業後、日本大学（スポーツ科学部）在籍。

### 中学生時代まで
かけっこは幼い頃から敵なしで、男子とも張り合っていた。小学生時代は何もしておらず、中学進学後は吹奏楽部に体験入部をしたが運動しないとまずいと思い陸上部に入部する。中学2年時に全日本中学校選手権の100mで8位、ジュニアオリンピックの100mで2位（1位と0秒08差）という成績を残すも、3年時は故障に苦しみ全国大会の入賞を逃した。

### 高校生時代

#### 2013年
1年時からインターハイに出場して4×100mリレーで4位、国民体育大会の200mで3位、日本ユース選手権の100mで6位など全国大会で入賞を果たすも、全国タイトルは獲得できなかった。
- 4月、東京高校に進学。
- 8月1日、インターハイの4×100mリレーでアンカーを務め4位に貢献した。
- 10月5日、国民体育大会の200mで24秒60（-0.3）の自己ベストをマークし、2位と同タイム着差ありの3位に入った。8日の4×100mリレーでは東京チームのアンカーを務め2位に貢献した。
- 10月19日、日本ユース選手権の100mで6位に入り、100mでは2年前のジュニアオリンピック以来となる入賞を果たした。20日の4×100mリレーは2走を務め2位（1位と0秒04差）に貢献した。

#### 2014年
インターハイの100mを制して初の全国タイトルを獲得。日本ユース選手権の100mも制して高校2冠を達成したが、国民体育大会の100mは3位で高校3冠を逃した。
- 6月6日、日本選手権の200mに出場し、初めてシニアの全国大会を経験した（結果は予選敗退）。
- 7月31日、インターハイの100mを12秒06の自己ベスト（当時）で制し、初の全国タイトルを獲得した。8月1日の4×100mリレーはアンカーを務め3位に貢献した。
- 10月4日、日本ユース選手権の100mを11秒83（+0.5）の自己ベスト（当時）で制し、インターハイとの高校2冠を達成。5日の4×100mリレーはアンカーを務め2年連続の2位に貢献した。
- 10月18日、国民体育大会の少年A100mで11秒80（+0.3）の自己ベスト（当時）をマークするも3位に終わり、高校3冠を逃した。

#### 2015年
ナショナルリレーチームメンバー入りを果たすと、日本選手権の100mでは4位に入り、北京世界選手権の4×100mリレー日本代表候補に選出。最終的に世界選手権の出場はかなわなかったが、デカネーションでシニアの日本代表を初めて経験した。インターハイは100mで連覇を達成し、4×100mリレーも制して大会2冠を達成。国民体育大会と日本ユース選手権の100mも制して100m高校3冠を達成すると、日本選手権リレーの4×100mリレーではジュニアアジア記録（日本高校記録）を樹立して優勝した。
- 1月、日本陸上競技連盟から2015年シーズンのナショナルリレーチームメンバーが発表され、4×100mリレーメンバー（8人）に名を連ねた[8]。
- 2月8日、日本ジュニア室内大阪の60mで7秒44をマークし、伊藤佳奈恵と土井杏南が保持する室内ジュニア日本記録（7秒40）に迫る好タイムで優勝した[9]。
- 3月、左中足骨疲労骨折が判明し、出場予定だった4月の織田記念国際（世界リレーの日本代表選考大会）は見送ることになった[10]。
- 6月27日、日本選手権の100m予選を11秒79（-0.3）の自己ベスト（当時）で通過すると、準決勝は予選よりタイムを落としたものの組4着に入り、この種目ではシニアの全国大会初出場ながら決勝に進出した。28日の決勝では3位の土井杏南と0秒03差の4位に入った。
- 7月30日、インターハイの100mを11秒72（-1.2）の自己ベスト（当時）で制し、この種目史上8人目となる2連覇を達成した[3]。31日の4×100mリレーではアンカーを務め優勝に貢献し、100mとの大会2冠を達成したが、大会3冠のかかった8月1日の200mは3位に終わった。
- 8月4日、日本陸上競技連盟から北京世界選手権日本代表の追加メンバーが発表され、4×100mリレーの日本代表候補に選出された[11]。この時点で4×100mリレーの女子チームは世界選手権の出場権を獲得しておらず、出場が決まれば正式に「日本代表」となったが、結局出場権を獲得することはできなかった[注 1]。
- 9月13日、フランスで開催されたデカネーションに出場し、シニアの国際大会と日本代表を初めて経験した。100mは11秒77（0.0）をマークして4位、オープン種目として行われた男女混合メドレーリレーは1走を務めて2位に貢献した。
- 10月2日、国民体育大会の少年A100m準決勝で追い風参考記録ながら11秒62（+2.3）の好タイムをマークすると、決勝ではジュニア日本歴代7位タイ・高校歴代6位タイ（ともに当時）・大会タイ記録となる11秒66（+1.7）をマーク。2位に同タイム着差ありで競り勝ち、国民体育大会初優勝を達成するとともに、インターハイとの100m高校2冠を達成した。
- 10月17日、日本ジュニア選手権の100mを11秒72（-0.5）で制し、インターハイ・国民体育大会との100m高校3冠を達成した。
- 10月23日、アンカーを務めた日本選手権リレーの4×100mリレー予選で45秒08をマークし、2013年に土井杏南擁する埼玉栄高校がマークした日本高校記録（45秒23）を塗り替えると、24日の決勝では予選の記録を大幅に更新する44秒48という驚異的な記録をマーク。高校の単独チームでありながら、1994年にジュニア中国代表が樹立した44秒75のジュニアアジア記録、1992年にジュニア日本代表（メンバーは全員高校生）が樹立した44秒90のジュニア日本記録を塗り替え[注 2]、1週間前に4×200mリレーで日本記録を樹立した東邦銀行相手に同タイム着差ありで競り勝ち初優勝を成し遂げた。この種目での高校チームの優勝は1993年の埼玉栄高校以来、22年ぶり[12][13]。

#### 2016年
- 4月、日本大学に進学。今年度から新設されたスポーツ科学部の1期生となった[14]。
- 6月25日、日本選手権の100m決勝では11秒88（-0.2）の4位に終わり、2大会連続で表彰台を逃した。しかし、この結果を受け、リオデジャネイロオリンピックの4×100mリレー日本代表候補に選出された（日本が出場権を獲得すれば日本代表となる）[15]。
- 7月、リレーの出場権を獲得するには有効期間内にマークした上位2レースのタイムの合計で世界ランキング16位以内に入る必要があり、ランキング圏外だった日本は3日に日中韓3カ国交流陸上、9日と10日に大阪選手権に参加してランキングを上げようとした。エドバーは3レース全てで日本チームのアンカーを務めたが、日本チームは16位以内に浮上するような好タイムをマークすることはできなかった[16]。

## 人物・エピソード
- 父はサッカー、母はバレーボールの経験を持つが、部活動程度で本格的にやっていたわけではなかった[2]。
- 高校進学時はいろいろな先生から声をかけられたが、東京高校の陸上部監督である大村邦英だけが「君なら全国で優勝できる」と、唯一「優勝できる」と言ってくれた[6]。
- 中学進学後に吹奏楽部へ入部しようか迷うも、痩せたかったので運動部を選択。球技が苦手ということもあり、母の勧めで陸上部へ入部した[7][4]。
- 中学時代は負けても淡々としていたが、高校1年時に南関東大会の200mで8位に終わり号泣した。初めて負けるのが嫌だと思い、この日から陸上中心の生活になった[6]。
- 2014年11月末に国立スポーツ科学センターで行われた能力測定の結果、「今すぐ11秒5台で走っても不思議はない数値」（測定関係者）が出たという[7]。当時の自己ベストは11秒80。

## 自己ベスト
記録欄の（　）内の数字は風速（m/s）で、+は追い風、-は向かい風を意味する。
| 種目 | 記録           | 年月日        | 場所     | 備考                                        |
| 屋外 | 屋外           | 屋外          | 屋外     | 屋外                                        |
| ---- | -------------- | ------------- | -------- | ------------------------------------------- |
| 100m | 11秒66 (+1.7)  | 2015年10月2日 | 和歌山市 | ジュニア日本歴代8位タイ 日本高校歴代7位タイ |
| 100m | 11秒52w (+6.0) | 2017年6月10日 | 平塚市   | 追い風参考記録                              |
| 200m | 24秒60 (-0.3)  | 2013年10月5日 | 調布市   |                                             |
| 室内 |                |               |          |                                             |
| 60m  | 7秒44          | 2015年2月8日  | 大阪市   |                                             |

### 年次ベスト
太字は自己ベスト
|                  | 100m               | 備考                                        | 200m          | 備考 |
| ---------------- | ------------------ | ------------------------------------------- | ------------- | ---- |
| 2011年 (中学2年) | 12秒22             |                                             |               |      |
| 2012年 (中学3年) | 12秒37 (+0.9)      |                                             | 25秒72        |      |
| 2013年 (高校1年) | 11秒95 (+0.8)      |                                             | 24秒60 (-0.3) |      |
| 2014年 (高校2年) | 11秒80 (+0.3)      |                                             | 24秒63 (+0.9) |      |
| 2015年 (高校3年) | 11秒66 (+1.7)      | ジュニア日本歴代8位タイ 日本高校歴代7位タイ | 24秒71 (-3.4) |      |
| 2016年 (大学1年) | 11秒80 (+0.3/+1.5) |                                             |               |      |
| 2017年 (大学2年) | 11秒72 (+1.3)      |                                             |               |      |

## 主要大会成績
備考欄の記録は当時のもの

### 国際大会
| 年         | 大会                     | 場所 | 種目      | 結果 | 記録            | 備考                          |
| ---------- | ------------------------ | ---- | --------- | ---- | --------------- | ----------------------------- |
| 2014 (高2) | 日韓中ジュニア交流競技会 | 北上 | 100m      | 優勝 | 11秒90 (+2.6)   |                               |
| 2014 (高2) | 日韓中ジュニア交流競技会 | 北上 | 100m      | 2位  | 12秒03 (+0.1)   |                               |
| 2014 (高2) | 日韓中ジュニア交流競技会 | 北上 | 4x100mR   | 2位  | 46秒04 (2走)    |                               |
| 2014 (高2) | 日韓中ジュニア交流競技会 | 北上 | 4x100mR   | 2位  | 46秒09 (2走)    |                               |
| 2015 (高3) | 日韓中ジュニア交流競技会 | 済州 | 100m      | 優勝 | 11秒87 (+0.2)   |                               |
| 2015 (高3) | 日韓中ジュニア交流競技会 | 済州 | 100m      | 優勝 | 11秒98 (+0.5)   |                               |
| 2015 (高3) | 日韓中ジュニア交流競技会 | 済州 | 4x100mR   | 優勝 | 46秒60 (2走)    |                               |
| 2015 (高3) | 日韓中ジュニア交流競技会 | 済州 | 4x100mR   | 優勝 | 46秒91 (2走)    |                               |
| 2015 (高3) | デカネーション           | パリ | 100m      | 4位  | 11秒77 (0.0)    |                               |
| 2015 (高3) | デカネーション           | パリ | メドレーR | 2位  | 1分56秒55 (1走) | 男女混合リレー (オープン種目) |
| 2016 (大1) | 日中韓3カ国交流陸上      | 金泉 | 4x100mR   | 優勝 | 44秒84 (4走)    |                               |

### 日本選手権
4x100mRは日本選手権リレーの成績
| 年         | 大会    | 場所     | 種目    | 結果 | 記録          | 備考                                             |
| ---------- | ------- | -------- | ------- | ---- | ------------- | ------------------------------------------------ |
| 2013 (高1) | 第97回  | 横浜市   | 4x100mR | 予選 | 46秒68 (4走)  |                                                  |
| 2014 (高2) | 第98回  | 福島市   | 200m    | 予選 | 24秒63 (+0.9) |                                                  |
| 2014 (高2) | 第98回  | 横浜市   | 4x100mR | 予選 | 46秒70 (2走)  |                                                  |
| 2015 (高3) | 第99回  | 新潟市   | 100m    | 4位  | 11秒86 (-0.3) |                                                  |
| 2015 (高3) | 第99回  | 横浜市   | 4x100mR | 優勝 | 44秒48 (4走)  | ジュニアアジア記録 ジュニア日本記録 日本高校記録 |
| 2016 (大1) | 第100回 | 名古屋市 | 100m    | 4位  | 11秒88 (-0.2) |                                                  |
| 2017 (大2) | 第101回 | 大阪市   | 100m    | 予選 | 12秒02 (-0.9) |                                                  |

### その他
| 年         | 大会                     | 場所     | 種目    | 結果     | 記録          | 備考                                                     |
| ---------- | ------------------------ | -------- | ------- | -------- | ------------- | -------------------------------------------------------- |
| 2011 (中2) | 全日本中学校選手権       | 奈良市   | 100m    | 8位      | 12秒39 (+0.2) |                                                          |
| 2011 (中2) | ジュニアオリンピック     | 横浜市   | 100m    | 2位      | 12秒32 (+0.4) |                                                          |
| 2011 (中2) | ジュニアオリンピック     | 横浜市   | 4x100mR | 準決勝   | 48秒61 (2走)  |                                                          |
| 2012 (中3) | 全日本中学校選手権       | 千葉市   | 100m    | 準決勝   | 12秒99 (-1.9) |                                                          |
| 2012 (中3) | ジュニアオリンピック     | 横浜市   | 100m    | 準決勝   | 12秒59 (+0.8) |                                                          |
| 2012 (中3) | ジュニアオリンピック     | 横浜市   | 4x100mR | 予選     | DQ (4走)      | オーバー･ゾーン (1-2走)                                  |
| 2013 (高1) | インターハイ             | 大分市   | 100m    | 予選     | 12秒25 (+1.0) |                                                          |
| 2013 (高1) | インターハイ             | 大分市   | 4x100mR | 4位      | 45秒96 (4走)  |                                                          |
| 2013 (高1) | 国民体育大会             | 調布市   | 200m    | 3位      | 24秒60 (-0.3) | 自己ベスト                                               |
| 2013 (高1) | 国民体育大会             | 調布市   | 4x100mR | 2位      | 45秒22 (4走)  |                                                          |
| 2013 (高1) | 日本ユース選手権         | 名古屋市 | 100m    | 6位      | 12秒14 (+0.3) |                                                          |
| 2013 (高1) | 日本ユース選手権         | 名古屋市 | 4x100mR | 2位      | 47秒69 (2走)  |                                                          |
| 2014 (高1) | 日本ジュニア室内大阪     | 大阪市   | 60m     | 2位      | 7秒60         |                                                          |
| 2014 (高2) | インターハイ             | 甲府市   | 100m    | 優勝     | 12秒06 (-2.4) |                                                          |
| 2014 (高2) | インターハイ             | 甲府市   | 200m    | 準決勝   | 24秒69 (+0.4) |                                                          |
| 2014 (高2) | インターハイ             | 甲府市   | 4x100mR | 3位      | 46秒26 (2走)  |                                                          |
| 2014 (高2) | 日本ユース選手権         | 名古屋市 | 100m    | 優勝     | 11秒83 (+0.5) | 自己ベスト                                               |
| 2014 (高2) | 日本ユース選手権         | 名古屋市 | 4x100mR | 2位      | 46秒85 (4走)  |                                                          |
| 2014 (高2) | 国民体育大会             | 諫早市   | 100m    | 3位      | 11秒80 (+0.3) | 自己ベスト                                               |
| 2014 (高2) | 国民体育大会             | 諫早市   | 4x100mR | 3位      | 45秒94 (2走)  |                                                          |
| 2015 (高2) | 日本ジュニア室内大阪     | 大阪市   | 60m     | 優勝     | 7秒44         | 自己ベスト                                               |
| 2015 (高3) | インターハイ             | 和歌山市 | 100m    | 優勝     | 11秒72 (-1.2) | 自己ベスト                                               |
| 2015 (高3) | インターハイ             | 和歌山市 | 200m    | 3位      | 24秒71 (-3.4) |                                                          |
| 2015 (高3) | インターハイ             | 和歌山市 | 4x100mR | 優勝     | 45秒55 (4走)  |                                                          |
| 2015 (高3) | 国民体育大会             | 和歌山市 | 100m    | 優勝     | 11秒66 (+1.7) | ジュニア日本歴代7位タイ 日本高校歴代6位タイ 大会タイ記録 |
| 2015 (高3) | 国民体育大会             | 和歌山市 | 4x100mR | 3位      | 45秒25 (4走)  |                                                          |
| 2015 (高3) | 日本ジュニア選手権       | 名古屋市 | 100m    | 優勝     | 11秒72 (-0.5) |                                                          |
| 2016 (高3) | 日本ジュニア室内大阪     | 大阪市   | 60m     | 優勝     | 7秒49         |                                                          |
| 2016 (大1) | 出雲陸上                 | 出雲市   | 100m    | 優勝     | 12秒01 (-0.7) |                                                          |
| 2016 (大1) | 織田記念国際             | 広島市   | 100m    | 5位      | 12秒04 (-1.8) |                                                          |
| 2016 (大1) | 静岡国際                 | 袋井市   | 4x100mR | 優勝     | 45秒11 (4走)  |                                                          |
| 2016 (大1) | ゴールデングランプリ川崎 | 川崎市   | 4x100mR | 2位      | 43秒95 (4走)  |                                                          |
| 2016 (大1) | 日本学生個人選手権       | 平塚市   | 100m    | 3位      | 11秒79 (+2.1) |                                                          |
| 2016 (大1) | 日本インカレ             | 熊谷市   | 100m    | 6位      | 11秒99 (-0.8) |                                                          |
| 2016 (大1) | 国民体育大会             | 北上市   | 100m    | 5位      | 11秒92 (+0.5) |                                                          |
| 2016 (大1) | 国民体育大会             | 北上市   | 4x100mR | 優勝     | 45秒45 (3走)  |                                                          |
| 2016 (大1) | 日本ジュニア選手権       | 名古屋市 | 100m    | 2位      | 11秒80 (+0.3) |                                                          |
| 2017 (大2) | 織田記念国際             | 広島市   | 100m    | B決勝5位 | 11秒92 (+2.0) |                                                          |
| 2017 (大2) | 関東インカレ (1部)       | 横浜市   | 100m    | 8位      | 11秒95 (+1.5) |                                                          |
| 2017 (大2) | 関東インカレ (1部)       | 横浜市   | 4x100mR | 予選     | 46秒84 (4走)  |                                                          |
| 2017 (大2) | 田島記念                 | 山口市   | 100m    | 5位      | 12秒03 (+1.1) |                                                          |
| 2017 (大2) | 日本学生個人選手権       | 平塚市   | 100m    | 8位      | 11秒93 (+1.2) |                                                          |
| 2017 (大2) | 南部記念                 | 札幌市   | 100m    | 2位      | 11秒72 (+1.3) |                                                          |
| 2017 (大2) | 日本インカレ             | 福井市   | 100m    | 準決勝   | 12秒00 (+2.3) |                                                          |
| 2017 (大2) | 日本インカレ             | 福井市   | 4x100mR | 予選     | 48秒28 (2走)  |                                                          |